# Silvia Pinal
Silvia Pinal Hidalgo (Guaymas, 12 september 1931 – Mexico-Stad, 28 november 2024) was een Mexicaans actrice en politica. Ze wordt beschouwd als een van de beste Mexicaanse actrices aller tijden. Een belangrijk deel van haar filmcarrière viel samen met het Gouden Tijdperk van de Mexicaanse Cinema (1936-1956).

## Leven en werk
Pinal werd geboren in Guaymas. In 1949 maakte zij haar acteerdebuut in het theaterstuk Een Midzomernachtdroom. Drie jaar later won zij de prestigieuze Ariel voor haar bijrol in de film Un rincón cerca del cielo, maar ze zou in eigen land pas echt doorbreken met de film Un extraño en la escalera uit 1954. Ze zou hierna nog twee keer de Ariel winnen, beide keren won zij de prijs voor beste actrice. 
In de eerste helft van de jaren 60 van de twintigste eeuw verkreeg Pinal wereldfaam dankzij haar samenwerking met filmregisseur Luis Buñuel en werd zo Buñuels muze in drie films. In de tragikomedie Viridiana (1961) vertolkte ze de titelrol, in de surrealistische zwarte komedie El ángel exterminador (1962) speelde ze de vrouwelijke hoofdrol en in de satirische tragikomedie Simón del desierto (1965) gaf ze gestalte aan de als vrouw vermomde duivel die de extreem ascetische Simeon de Pilaarheilige probeert te verleiden. Viridiana werd in 2016 verkozen tot de beste Spaanse film aller tijden en ook de andere twee films kunnen op veel lof rekenen.
Pinal was eveneens regelmatig op de televisie te zien, als presentatrice, als zichzelf en in telenovelas. Ze bleef ook rollen in toneelstukken vertolken.
Ook is zij politiek actief geweest. Ze was door haar huwelijk met de gouverneur van Tlaxcala zes jaar lang de first lady van die staat. In 1991 was ze namens de PRI de federale afgevaardigde voor die partij.

## Privéleven
Pinal is vier keer getrouwd geweest en kreeg vier kinderen. Drie van haar kinderen, drie kleinkinderen en twee achterkleinkinderen zijn zelf ook beroemd geworden in voornamelijk Mexico.
Pinal overleed op 28 november 2024 op 93-jarige leeftijd, nadat ze gezondheidscomplicaties vertoonde als gevolg van een urineweginfectie, naast een klaplong terwijl ze in het ziekenhuis in Médica Sur lag.

## Filmografie (beperkte selectie)
- 1969 - Shark! (Samuel Fuller)
- 1965 - Simón del desierto (Luis Buñuel)
- 1962 - El ángel exterminador (Luis Buñuel)
- 1961 - Viridiana (Luis Buñuel)
- 1959 - Uomini e nobiluomini (Giorgio Bianchi)
- 1957 - La Dulce Enemiga
- 1954 - Un extraño en la escalera
- 1952 - Un rincón cerca del cielo
- 1949 - El pecado de Laura